# サンレー
株式会社サンレー（英文社名: SUNRAY Inc.）は、冠婚葬祭互助会を核とし、「松柏園ホテル」、高齢者複合施設「サンレーグランドホール」、結婚式場「マリエールオークパイン」、「ヴィラルーチェ」や、葬祭会館「紫雲閣」、また、それらに付帯する司会事業、人材派遣業、写真撮影事業、清掃業等を運営する企業。グループの本社は北九州市小倉北区。

## 主な事業
経済産業大臣の許可事業である冠婚葬祭互助会を中核とし、ホテル業、結婚式場、葬祭会館、貸衣裳事業を展開。本社所在地の福岡県のほか、石川県、沖縄県、大分県、宮崎県で事業を行っている。

### ホテル・結婚式場
福岡県
- 松柏園ホテル／ヴィラルーチェ小倉（北九州市）

沖縄県
- マリエールオークパイン那覇（那覇市）

大分県
- ヴィラルーチェ中津（中津市）
- マリエールオークパイン日田（日田市）

宮崎県
- マリエールオークパイン延岡（延岡市）

### 葬祭会館
福岡県
〈北九州市内〉
- 小倉紫雲閣（小倉北区）
- 霧ヶ丘紫雲閣（小倉北区）
- 中井紫雲閣（小倉北区）
- 三萩野紫雲閣（小倉北区）
- 徳力紫雲閣（小倉南区）
- 沼紫雲閣（小倉南区）
- 貫紫雲閣（小倉南区）
- 門司紫雲閣（門司区）
- 門司港紫雲閣（門司区）
- 大里紫雲閣（門司区）
- 戸畑紫雲閣（戸畑区）
- 北九州紫雲閣（八幡西区）
- 黒崎紫雲閣（八幡西区）
- 本城紫雲閣（八幡西区）
- 上津役紫雲閣（八幡西区）
- 光明紫雲閣（八幡西区）
- 三ヶ森紫雲閣（八幡西区）
- 八幡紫雲閣（八幡東区）
- 八幡中央紫雲閣（八幡東区）
- 枝光紫雲閣（八幡東区）
- 東山紫雲閣（八幡東区）
- 若松紫雲閣（若松区）
- こくら三礼庵（小倉南区）
- わかまつ三礼庵（若松区）

〈その他 福岡県内〉
- 中間紫雲閣（中間市）
- 行橋紫雲閣（行橋市）
- 苅田紫雲閣（苅田町）
- みやこ紫雲閣（みやこ町）
- 豊前紫雲閣（豊前市）
- 豊前松江紫雲閣（豊前市）
- 田川紫雲閣（田川市）
- 田川西紫雲閣（田川市）
- 香春紫雲閣（香春町）
- 山田紫雲閣（嘉麻市）
- 飯塚紫雲閣（飯塚市）
- 直方紫雲閣（直方市）
- 赤間紫雲閣（宗像市）
- 宗像紫雲閣（福津市）
- 岡垣紫雲閣（岡垣町）
- 古賀紫雲閣（古賀市）
- 新宮紫雲閣（新宮町）
- 遠賀紫雲閣（遠賀町）
- 若宮紫雲閣（宮若市）
- 宮田紫雲閣（宮若市）
- ゆくはし三礼庵（行橋市）
- 浦田紫雲閣（博多区）
- 多々良紫雲閣（東区）
- 秋松紫雲閣（飯塚市）

石川県
- 金沢紫雲閣（金沢市）
- 泉が丘紫雲閣（金沢市）
- 古府紫雲閣（金沢市）
- 粟崎紫雲閣（金沢市）
- みなと紫雲閣（金沢市）
- 神田紫雲閣（金沢市）
- 野々市紫雲閣（野々市市）
- 松任紫雲閣（白山市）
- 小松紫雲閣(小松市)
- 今江紫雲閣（小松市）
- 加賀紫雲閣（加賀市）
- 七尾紫雲閣（七尾市）
- 珠洲紫雲閣（珠洲市）
- 手取紫雲閣（白山市）
- 柳橋紫雲閣（金沢市）
- 大額紫雲閣（金沢市）

沖縄県
- 那覇北紫雲閣（那覇市）
- 中央紫雲閣（浦添市）
- 豊崎紫雲閣（豊見城市）
- 中部紫雲閣（沖縄市）
- うるま紫雲閣（うるま市）
- 北部紫雲閣（名護市）
- 名護宮里紫雲閣（名護市）
- 石垣紫雲閣（石垣市）
- 八重山紫雲閣（石垣市）

大分県
- 中津紫雲閣（中津市）
- 中津池永紫雲閣（中津市）
- 宇佐紫雲閣（宇佐市）
- 日田紫雲閣（日田市）
- 日田紫雲閣田島館（日田市）
- 友田紫雲閣（日田市）
- 別府亀川紫雲閣（別府市）
- 別府鉄輪紫雲閣（別府市）
- 日出紫雲閣（日出町）

宮崎県
- 延岡紫雲閣（延岡市）
- 延岡北紫雲閣（延岡市）
- 延岡南紫雲閣（延岡市）
- 別府紫雲閣（延岡市）
- 日向紫雲閣（日向市）
- 日向北紫雲閣（日向市）
- 日向西紫雲閣（日向市）
- 門川紫雲閣（門川町）
- かどかわ三礼庵（門川町）

### 貸衣裳（アフロディーテ）
福岡県
- 小倉店（北九州市）
- 八幡店（北九州市）
- 田川店（田川市）
- 行橋店（行橋市）
- 古賀店（古賀市）

石川県
- 金沢店（金沢市）
- 小松店（小松市）
- 七尾店（七尾市）
- 輪島店（輪島市）
- 珠洲店（珠洲市）

沖縄県
- 那覇店（那覇市）
- 中部店（沖縄市）
- 北部店（名護市）
- 八重山店（石垣市）

大分県
- 中津店（中津市）
- 日田店（日田市）

宮崎県
- 延岡店（延岡市）

## 沿革
- 1966年 - 創業者佐久間進が北九州市小倉北区で「北九州市冠婚葬祭互助会」を創業
- 1972年 - 結婚式場「小倉平安閣」オープン
- 1974年
  - 任意団体から株式会社に改組
  - 通商産業省より事業許可
- 1978年
  - 社名を「サンレー」に変更
  - 日本初の総合葬祭会館「サンレープラザ紫雲閣」（現小倉紫雲閣）オープン
- 1980年 - 「松柏園ホテル」新築落成
- 1999年 – 品質保証の国際規格「ISO9002」（小倉紫雲閣）、業界初「プライバシーマーク」取得（北九州本部）
- 2001年 - 創業者佐久間進がグループ会長に、佐久間庸和が代表取締役社長に就任
- 2004年 - 葬祭会館とホテル、スポーツ施設やカルチャー教室が一体となった「サンレーグランドホテル」オープン
- 2020年 - 「サンレーグランドホテル」から「サンレーグランドホール」へ屋号変更
- 2024年 - 創業者佐久間進が名誉会長に就任

## 社名の由来
創業者 佐久間進は小笠原流礼法糾方的伝総師範であり、小笠原流礼法の「思いやりの心」「うやまいの心」「つつしみの心」という3つの「礼」を重んじる企業を目指すべく命名。加えて、次の3つの想いが込められているとされる。
SUNRAY（太陽の光）
太陽のように常に明るく、健康で幸せな社会を目指す
産霊
天地や万物を生み育むという神道の「産霊（むすび）」への畏敬の念
讃礼
冠婚葬祭の基本である儀礼を讃える

## ロゴマークの由来
サンレーの頭文字Sを2つ横にして無限大を表す∞をイメージして組み合わせたデザイン。1つは冠婚を象徴する赤色、1つは葬祭を象徴する紫色としている。

## 社歌
第一社歌「サンレーグループ社歌」
作詞: 仁田清男 補作詞・作曲: 荒木とよひさ
第二社歌「永遠からの贈り物」
作詞・作曲: 鎌田東二 編曲: 古川はじめ

## 関連企業
- 日生殖産株式会社
- 株式会社ハートピア
- 株式会社クリーンサンジュウ
- 株式会社オラシオン